# Lisa Cholodenko
Lisa Cholodenko (ur. 5 czerwca 1964 w Los Angeles) – amerykańska reżyserka, scenarzystka i producentka filmowa. Była nominowana do Oscara.

## Życiorys
Cholodenko dorastała w San Fernando Valley. Karierę rozpoczynała na początku lat 90. w Nowym Jorku, gdzie została zatrudniona na stanowisku asystentki montażysty przy produkcji filmów: Chłopaki z sąsiedztwa i Druga miłość. Następnie Lisa ukończyła Columbia University School of the Arts z tytułem magistra reżyserii i scenopisarstwa. Zaczęła kręcić autorskie filmy krótkometrażowe. Zadebiutowała filmem pełnometrażowym w roku 1998 realizując film Sztuka wysublimowanej fotografii, za który otrzymała nagrodę im. Waldo Salta za najlepszy scenariusz podczas Sundance Film Festival. Zarówno ten film jak i następny − Na wzgórzach Hollywood miały swoje premiery na Festiwalu Filmowym w Cannes w sekcji Director's Fortnight.
Cholodenko pracowała również dla telewizji, gdzie zrealizowała dla stacji Showtime film Jaskinie serca z Kyrą Sedgwick i Aidanem Quinnem w rolach głównych. Reżyserowała także odcinki seriali telewizyjnych Sześć stóp pod ziemią, Słowo na L oraz Wyposażony.
W 2010 roku zrealizowała tragikomedię Wszystko w porządku z głównymi rolami Annette Bening i Julianne Moore. Film otrzymał Złoty Glob dla najlepszego filmu komediowego lub musicalu oraz został nominowany do Independent Spirit Awards oraz nagrody Satelity. Sama Cholodenko otrzymała nominację do Oscara za najlepszy scenariusz oryginalny, napisany wspólnie ze Stuartem Blumbergiem.

### Życie prywatne
Cholodenko wywodzi się z „liberalnej rodziny żydowskiej”. W jedenastej klasie ujawniła się jako lesbijka. Jej dziadkowie wyemigrowali z Ukrainy. Reżyserka jest w stałym związku z Wendy Melvoin. Cholodenko urodziła syna, Caldera.

## Filmografia
Reżyseria
- 2010: Wyposażony (Hung)
- 2010: Wszystko w porządku (The Kids Are All Right)
- 2005: Słowo na L (The L Word)
- 2004: Jaskinie serca (Cavedweller)
- 2002: Push, Nevada
- 2002: Na wzgórzach Hollywood (Laurel Canyon)
- 2001: Sześć stóp pod ziemią (Six Feet Under)
- 1999: Wydział zabójstw Baltimore (Homicide: Life on the Street)
- 1998: Sztuka wysublimowanej fotografii (High Art)
- 1997: Dinner Party
- 1994: Souvenir

Scenariusz
- 2010: Wszystko w porządku (The Kids Are All Right)
- 2002: Na wzgórzach Hollywood (Laurel Canyon)
- 1998: Sztuka wysublimowanej fotografii (High Art)
- 1997: Dinner Party
- 1994: Souvenir

Producent
- 1994: Crawl
- 1994: Souvenir

## Nagrody i nominacje
60. Międzynarodowy Festiwal Filmowy w Berlinie
- nagroda Teddy − za film Wszystko w porządku

Oscary 2010
- nominacja: najlepszy scenariusz oryginalny − za film Wszystko w porządku

Złote Globy 2010
- nominacja: najlepszy scenariusz − za film Wszystko w porządku

Independent Spirit Awards 2010
- nominacja: najlepszy reżyser − za film Wszystko w porządku
- nominacja: najlepszy scenariusz − za film Wszystko w porządku

Independent Spirit Awards 1999
- nominacja: najlepszy pierwszy film − za film Sztuka wysublimowanej fotografii
- nominacja: najlepszy pierwszy scenariusz − za film Sztuka wysublimowanej fotografii

Nagroda Satelita 2010
- nominacja: najlepszy reżyser − za film Wszystko w porządku
- nominacja: najlepszy scenariusz oryginalny − za film Wszystko w porządku

Sundance Film Festival 1998
- nagroda im. Waldo Salta za najlepszy scenariusz − za film Sztuka wysublimowanej fotografii